# Australia (yacht)
Pour les articles homonymes, voir Australia.
Le yacht Australia (KA-5) a été le challenger australien de la Coupe de l'America (America's Cup), sous les couleurs du Sun City Yacht Club, se déroulant à Newport en 1977 et 1980, contre le defender américain Courageous puis Freedom.

## Construction
Australia est un monocoque de série internationale 12 Metre répondant à la norme internationale Third Rule America's Cup. Il a été dessiné par l'architecte et yachtman australien Ben Lexcen (en) en association avec le designer hollandais Johan Valentijn et construit par Steve Ward pour représenter le Sun City Yacht Club en 1977, et le Royal Perth Yacht Club de Perth en 1980.
Le voilier est de conception classique, avec un faible franc-bord, un large tableau arrière et une étrave très étroite. Les cockpits sont peu profonds, la quille est mince et le lest est placé très bas. Le mât elliptique est en aluminium extrudé.

## Carrière

### Coupe de l'America 1977

Guidon du SCYC.

Australia a d'abord effectué des essais en mer contre Southern Cross au large de Yanchep. Puis il a couru contre l'autre challenger Gretel II (KA-3), le concurrent suédois Sverige (en) (S-3) et le France (F-1) de Marcel Bich.
Il perd 4 manches à 0 contre le defender américain Courageous.

### Coupe de l'America 1980

Guidon du RPYC.

Pour sa seconde édition, Australia a d'abord affronté d'autres challengers : le Sverige (S-3) suédois, le britannique Lionheart (K-18) et le français France III (en) (F-3).
Il est battu par 4 manches à 1 contre le defender Freedom (US-30).

### Après 1980
Après le défi 1980, l'Australia est vendu au consortium britannique Victory dirigé par l'entrepreneur Peter de Savary. Rebaptisé Temeraire, le bateau a servi à l'entrainement du Victory 82 (K-21) et Victory 83 (K-22) pour la Coupe de l'America  de 1983 qui est finalement remportée par l'Australia II (KA-6).
En 1985, Australia est revenu à Sydney, acheté par Syd Fisher pour servir à l'entrainement du Steak'n' Kidney(KA-14) pour l'America's Cup de 1987. Depuis, c'est un voilier-charter avant qu'il soit racheté par l'Australia 12m Historic Trust en 2011 à Sydney.